# The Ball Game (videogioco)
The Ball Game è un videogioco rompicapo pubblicato nel 1991 per Amiga, Atari ST, Commodore 64 e MS-DOS dall'editrice Electronic Zoo Ltd. di Chalford. Le "palle" a cui fa riferimento il titolo sono pedine statiche e il videogioco sostanzialmente rappresenta un gioco da tavolo a turni.

## Modalità di gioco
Il gioco è per 2-4 partecipanti, tutti contro tutti, ciascuno dei quali può essere controllato da un giocatore o dal computer. La visuale è isometrica in diagonale, a schermata fissa, su una scacchiera di 8x8 caselle che può avere anche dei buchi, ovvero caselle che non possono essere occupate, ma possono essere scavalcate.
Ogni partecipante controlla un personaggio inizialmente posto a un angolo della scacchiera, che al suo turno può fare una mossa in orizzontale o verticale verso una casella libera. Se si sposta di una casella, gonfia una palla del proprio colore sulla casella dove si trovava prima. Se fa un salto di due caselle non gonfia una nuova palla, ma le eventuali palle avversarie poste tutto intorno (anche in diagonale) alla casella di arrivo diventano del suo colore. Un'altra mossa possibile, ma in quantità limitata, è il teletrasporto, che trasferisce il personaggio in una casella a caso, senza ottenere alcuna palla; ci si può teletrasportare solo su caselle libere che ne hanno altre libere vicino, e se nessuna è disponibile il personaggio esce definitivamente dalla scacchiera (questo non significa che è sconfitto).
Un livello termina quando tutti i giocatori sono usciti. Il vincitore del livello è chi totalizza il maggior punteggio, determinato dalle caselle occupate da palle del proprio colore alla fine; ciascuna casella può avere un valore di 10, 20 o 40, indicato sulla casella stessa. 
Si passa quindi a un nuovo livello su una nuova scacchiera più intricata. Esistono 100 livelli e si può scegliere di cominciare direttamente da livelli avanzati.
C'è inoltre un punteggio complessivo, accumulato creando e ricolorando palle anche durante i livelli, e un numero di teletrasporti complessivo, esauriti i quali si esce definitivamente dal gioco. Per ogni livello vinto e per ogni 1000 punti si ottengono nuovi teletrasporti, che funzionano quindi come delle vite.